# Музеј ФК Партизан
Музеј ФК Партизан је музеј посвећен ФК Партизан, у коме се налазе збирке трофеја, пехари и признања овог фудбалског клуба.
Стациониран је на стадиону Партизана у Градској општини Савски венац.

## Опште информације
Музеј се налази у ходнику стадиона Партизана у просторији малих димензија, где је изложен мањи део пехара, као заставице и награде које је освојио ФК Партизан. У оквиру музеја налазе се и реплике пехара државних првенстава или купова које је клуб освојио.
Део поставне музеја чини и реплика дреса са оригиналним потписима играча ФК Партизан, који су били актери финала Купа европских шампиона 1966. године. Збирка музеја покрива и фотографије са разних догађаја, церемонија, селекције тимова које су оставиле допринос Партизану, као и трофеји тимова млађих селекција.
Зид са једне стране музеја на којем се налазе бројни експонати архитектонски је осмишљен да подсећа на барјак.